# São José do Rio Pardo (ort)
São José do Rio Pardo är en ort i Brasilien.   Den ligger i kommunen São José do Rio Pardo och delstaten São Paulo, i den sydöstra delen av landet, 700 km söder om huvudstaden Brasília. São José do Rio Pardo ligger 718 meter över havet och antalet invånare är 46 989.
Terrängen runt São José do Rio Pardo är huvudsakligen kuperad, men den allra närmaste omgivningen är platt. Runt São José do Rio Pardo är det ganska tätbefolkat, med 124 invånare per kvadratkilometer.. Närmaste större samhälle är Mococa, 18,6 km nordväst om São José do Rio Pardo.
Omgivningarna runt São José do Rio Pardo är huvudsakligen savann.